# واسپاری
واسپاری یا لیزینگ (به انگلیسی: leasing) گونه‌ای اجاره اعتباری است. یعنی مجموعه‌ای از فعالیت‌های اعتباری تخصصی از گونه اجاره، که طی قراردادی میان دو یا چند شخص حقیقی یا شخص حقوقی (شرکت و سازمان)، بهره‌برداری از یک کالا یا منفعت کالای سرمایه‌ای (یا کالای مصرفی) با دوام، واگذار می‌شود.